# Volkwin
Volkwin (aussi orthographié Wolkwin, Folkwin ou Volquin), mort le 22 septembre 1236, fut le deuxième grand-maître (Herrenmeister) de l'ordre des Chevaliers Porte-Glaive de 1209 à sa mort. 

## Biographie
L'ordre militaire (en latin : fratres militiae Christi, « frères de l'armée du Christ ») en Livonie a été fondé en 1202 par Albert de Buxhoeveden, évêque de Riga, dans le but de christianiser les populations baltes. Élu en 1209, Volkwin, originaire de Naumbourg-sur-la-Saale, succède à Wenno à la tête de l'ordre ; son prédécesseur avait perdu la vie pendant l'attaque d'un frère. Selon les chroniques de Henri le Letton, il était un homme courageux qui mène plusieurs campagnes contre les Estoniens, les Lituaniens et les Sémigaliens. Il a notamment su conquérir le fort de Tarbatu en 1224 et l'île de Saaremaa (Ösel) en 1227. 
Lors d'une campagne contre les Sémigaliens et les Samogitiens, soutenue par un contingent de croisés de l’Holstein, Volkwin trouve la mort le 22 septembre 1236 à la bataille de Saule, défaite qui entraîne la fin des Porte-Glaive et leur intégration au sein des Chevaliers Teutoniques.